# Glyptosternon
Glyptosternon (Глиптостернон) — рід риб триби Glyptosternina з підродини Glyptosterninae родини Sisoridae ряду сомоподібні. Має 5 види. наукова назва походить від грецьких слів glyptes, тобто різьбяр, та sternon — «груднина».

## Опис
Загальна довжина представників цього роду коливається від 7 до 25 см. Голова сплощена зверху, морда широка й округлена на кінці. Очі маленькі, розташовано зверху голови. Губи товсті, м'ясисті. Позаду губ присутня перервана канавка. На обох щелепах розташовано гострі зуби, на верхній щелепі утворюють півмісяць. Зяброві отвори тягнуться до нижньої частини голови. Тулуб сплощений знизу, подовжений. Спинний плавець високий, з короткою основою. Грудні плавці мають 10—12 розгалужених променів. В області грудних плавців розташовано клейковий апарат.
Забарвлення коричневе або світло-чорне.

## Спосіб життя
Це демерсальні риби. Живуть у прісній воді. Зустрічаються в гірських річках. Тримаються на сильній течії й біля кам'янистих ґрунтів. Живляться водними безхребетними, зокрема личинками комах.

## Розповсюдження
Мешкають у водоймах Узбекистану, Киргизстану, Таджикистану, Афганістану, Пакистану, Індії, М'янми та західного Китаю.

## Види
- Glyptosternon akhtari Silas, 1952
- Glyptosternon maculatum (Regan, 1905)
- Glyptosternon malaisei Rendahl (de) & Vestergren, 1941
- Glyptosternon reticulatum McClelland, 1842
- Glyptosternon oschanini Herzenstein, 1889